# Liste der Nummer-eins-Hits in Deutschland (2017)
Dies ist eine Liste der Nummer-eins-Hits in Deutschland im Jahr 2017. Die Single- und Albumcharts werden von GfK Entertainment wöchentlich zusammengestellt. Sie berücksichtigen den Verkauf von Tonträgern und Downloads sowie bezahltes Streaming.
In diesem Jahr gab es acht verschiedene Nummer-eins-Hits, so wenig wie zuletzt 1992. Ed Sheeran war davon mit zwei verschiedenen Titeln 19 Wochen lang an der Spitze notiert und ist damit der Künstler mit den meisten Nr.-1-Wochen innerhalb eines Jahres. Er stellte damit die Marke der Gruppe Boney M. aus dem Jahr 1978 ein.

## Singles
| ← 2016 ← | Liste der Nummer-eins-Hits in Deutschland | Liste der Nummer-eins-Hits in Deutschland | Liste der Nummer-eins-Hits in Deutschland                                                               | 2018 → |
| \| Zeitraum \| Wo. ges. \| Interpret \| Titel Autor(en) \| Zusätzliche Informationen \| \| (Zeitraum, Wochen auf Platz eins, Interpret, Titel, Autor[en], zusätzliche Informationen) \| \| \| \| \| \| ----------------------------------------------------------------------------------------- \| -------- \| ----------------------------------------- \| ------------------------------------------------------------------------------------------------------- \| ------------------------------------------------------------------------------------------------------------------------------------------------------------------------------------------------------------------------------------------------------------------------------------------------------------------------------------------------------------------------------------------------------------------------------------------------------------------------------------------------------------------------- \| \| 30. Dezember 2016 – 12. Januar 2017 2 Wochen (insgesamt 3) \| 3 \| Clean Bandit feat. Sean Paul & Anne-Marie \| Rockabye Jack Patterson, Steve McCutcheon, Ammar Malik, Ina Wroldsen, Sean Paul Henriques \| – \| \| 13. Januar 2017 – 27. April 2017 15 Wochen \| 15 \| Ed Sheeran \| Shape of You Ed Sheeran, Steve Mac, Johnny McDaid, Kandi Burruss, Tameka Cottle, Kevin Briggs \| Noch nie in der Geschichte der deutschen Singlecharts, welche seit 1953 veröffentlicht werden, ist es einem Interpreten gelungen, mit zwei Singles gleichzeitig auf den Top-Positionen der Charts einzusteigen. Der Brite schaffte es zum Einstieg neben Shape of You auch mit Castle on the Hill auf Platz zwei.[1] Für Ed Sheeran ist es der erste Nummer-eins-Hit in Deutschland. Der britische Autor Steve Mac schaffte es erstmals in Deutschland, sich selbst an der Spitze der Charts abzulösen. \| \| 28. April 2017 – 24. August 2017 17 Wochen \| 17 \| Luis Fonsi feat. Daddy Yankee \| Despacito Luis Rodríguez, Erika Ender, Ramón Ayala \| Die Originalversion von Luis Fonsi & Daddy Yankee allein erreichte bereits Platz 8 der deutschen Charts. Durch die Veröffentlichung einer Remix-Version am 17. April 2017, in welcher der kanadische Sänger Justin Bieber Teile des Gesangs übernahm, steigerte sich der Verkaufserfolg deutlich und der Titel erreichte schließlich Platz 1. Mit 17 Wochen an der Spitze der Charts wurde es neben Boney M.s Rivers of Babylon der erfolgreichste Nummer-eins-Hit in der Geschichte der offiziellen deutschen Charts.[2] \| \| 25. August 2017 – 14. September 2017 3 Wochen \| 3 \| Axwell Λ Ingrosso \| More Than You Know Sebastian Ingrosso, Salem Al Fakir, Axel Hedfors, Vincent Pontare, Richard Zastenker \| Nachdem Axwell Λ Ingrosso 2012 noch als Swedish House Mafia mit Don’t You Worry Child bereits einen Top-10-Eintritt landen konnten, erreichten sie mit diesem Lied auch erstmals Platz-eins. Für die Autoren des Liedes, Al Fakir und Pontare, ist es jeweils nach Hey Brother (Avicii) aus dem Jahr 2013 der zweite Nummer-eins-Erfolg. \| \| 15. September 2017 – 5. Oktober 2017 3 Wochen \| 3 \| Kay One feat. Pietro Lombardi \| Señorita Boris Fleck, Kenneth Glöckler, Georg Maier, Pietro Lombardi \| Für Kay One ist dies die erste Nummer-eins-Platzierung in den deutschen Singlecharts. Lombardi stand bereits im Jahr 2011 mit seinem Lied Call My Name an der Spitze der Charts. \| \| 6. Oktober 2017 – 12. Oktober 2017 1 Woche \| 1 \| Kollegah & Farid Bang \| Sturmmaske auf (Intro) Felix Blume, Farid Hamed El Abdellaoui, Jonathan Kiunke, Johannes Löffler \| Zum ersten Mal in der Geschichte der Deutschen Musikcharts ist es zwei Deutschrappern gelungen, sich mit zwei verschiedenen Songs gleichzeitig in den Top 5 der Charts zu platzieren. Neben Sturmmaske auf gelang ihnen der Einstieg mit dem Lied Zieh’ den Rucksack aus auf Platz vier. \| \| 13. Oktober 2017 – 7. Dezember 2017 8 Wochen (insgesamt 9) \| 9 \| Bausa \| Was du Liebe nennst Julian Otto, Martin Peter Willumeit, Paul Philipp Spurny, David Kraft, Tim Wilke \| Der Sprung von Rang 51 in der Vorwoche auf die Spitze der Charts ist der bisher größte Sprung auf die Nummer 1, den es bisher (ohne Re-Entries und Neueinsteiger) gab. Mit neun Wochen auf Platz eins der deutschen Charts wurde es der am häufigsten an der Spitze platzierte deutschsprachige HipHop-Song aller Zeiten.[3] \| \| 8. Dezember 2017 – 15. Februar 2018 10 Wochen \| 10 \| Ed Sheeran \| Perfect Ed Sheeran \| Für Ed Sheeran ist dies bereits der zweite Nummer-eins-Hit in diesem Jahr. \| |                                           |                                           | | |
| ← 2016 |                                           |                                           | | → 2018 → |
| Zeitraum | Wo. ges.                                  | Interpret                                 | Titel Autor(en)                                                                                         | Zusätzliche Informationen |
| (Zeitraum, Wochen auf Platz eins, Interpret, Titel, Autor[en], zusätzliche Informationen) |                                           |                                           | | |
| 30. Dezember 2016 – 12. Januar 2017 2 Wochen (insgesamt 3) | 3                                         | Clean Bandit feat. Sean Paul & Anne-Marie | Rockabye Jack Patterson, Steve McCutcheon, Ammar Malik, Ina Wroldsen, Sean Paul Henriques               | – |
| 13. Januar 2017 – 27. April 2017 15 Wochen | 15                                        | Ed Sheeran                                | Shape of You Ed Sheeran, Steve Mac, Johnny McDaid, Kandi Burruss, Tameka Cottle, Kevin Briggs           | Noch nie in der Geschichte der deutschen Singlecharts, welche seit 1953 veröffentlicht werden, ist es einem Interpreten gelungen, mit zwei Singles gleichzeitig auf den Top-Positionen der Charts einzusteigen. Der Brite schaffte es zum Einstieg neben Shape of You auch mit Castle on the Hill auf Platz zwei. Für Ed Sheeran ist es der erste Nummer-eins-Hit in Deutschland. Der britische Autor Steve Mac schaffte es erstmals in Deutschland, sich selbst an der Spitze der Charts abzulösen.                   |
| 28. April 2017 – 24. August 2017 17 Wochen | 17                                        | Luis Fonsi feat. Daddy Yankee             | Despacito Luis Rodríguez, Erika Ender, Ramón Ayala                                                      | Die Originalversion von Luis Fonsi & Daddy Yankee allein erreichte bereits Platz 8 der deutschen Charts. Durch die Veröffentlichung einer Remix-Version am 17. April 2017, in welcher der kanadische Sänger Justin Bieber Teile des Gesangs übernahm, steigerte sich der Verkaufserfolg deutlich und der Titel erreichte schließlich Platz 1. Mit 17 Wochen an der Spitze der Charts wurde es neben Boney M.s Rivers of Babylon der erfolgreichste Nummer-eins-Hit in der Geschichte der offiziellen deutschen Charts. |
| 25. August 2017 – 14. September 2017 3 Wochen | 3                                         | Axwell Λ Ingrosso                         | More Than You Know Sebastian Ingrosso, Salem Al Fakir, Axel Hedfors, Vincent Pontare, Richard Zastenker | Nachdem Axwell Λ Ingrosso 2012 noch als Swedish House Mafia mit Don’t You Worry Child bereits einen Top-10-Eintritt landen konnten, erreichten sie mit diesem Lied auch erstmals Platz-eins. Für die Autoren des Liedes, Al Fakir und Pontare, ist es jeweils nach Hey Brother (Avicii) aus dem Jahr 2013 der zweite Nummer-eins-Erfolg. |
| 15. September 2017 – 5. Oktober 2017 3 Wochen | 3                                         | Kay One feat. Pietro Lombardi             | Señorita Boris Fleck, Kenneth Glöckler, Georg Maier, Pietro Lombardi                                    | Für Kay One ist dies die erste Nummer-eins-Platzierung in den deutschen Singlecharts. Lombardi stand bereits im Jahr 2011 mit seinem Lied Call My Name an der Spitze der Charts. |
| 6. Oktober 2017 – 12. Oktober 2017 1 Woche | 1                                         | Kollegah & Farid Bang                     | Sturmmaske auf (Intro) Felix Blume, Farid Hamed El Abdellaoui, Jonathan Kiunke, Johannes Löffler        | Zum ersten Mal in der Geschichte der Deutschen Musikcharts ist es zwei Deutschrappern gelungen, sich mit zwei verschiedenen Songs gleichzeitig in den Top 5 der Charts zu platzieren. Neben Sturmmaske auf gelang ihnen der Einstieg mit dem Lied Zieh’ den Rucksack aus auf Platz vier. |
| 13. Oktober 2017 – 7. Dezember 2017 8 Wochen (insgesamt 9) | 9                                         | Bausa                                     | Was du Liebe nennst Julian Otto, Martin Peter Willumeit, Paul Philipp Spurny, David Kraft, Tim Wilke    | Der Sprung von Rang 51 in der Vorwoche auf die Spitze der Charts ist der bisher größte Sprung auf die Nummer 1, den es bisher (ohne Re-Entries und Neueinsteiger) gab. Mit neun Wochen auf Platz eins der deutschen Charts wurde es der am häufigsten an der Spitze platzierte deutschsprachige HipHop-Song aller Zeiten. |
| 8. Dezember 2017 – 15. Februar 2018 10 Wochen | 10                                        | Ed Sheeran                                | Perfect Ed Sheeran                                                                                      | Für Ed Sheeran ist dies bereits der zweite Nummer-eins-Hit in diesem Jahr. |

## Alben
| ← 2016 ← | Liste der Nummer-eins-Alben in Deutschland | Liste der Nummer-eins-Alben in Deutschland        | Liste der Nummer-eins-Alben in Deutschland       | 2018 → |
| \| Zeitraum \| Wo. ges. \| Interpret \| Titel \| Zusätzliche Informationen \| \| (Zeitraum, Wochen auf Platz eins, Interpret, Titel, zusätzliche Informationen) \| \| \| \| \| \| ------------------------------------------------------------------------------ \| -------- \| ------------------------------------------------- \| ------------------------------------------------ \| ----------------------------------------------------------------------------------------------------------------------------------------------------------------------------------------------------------------------------------------- \| \| 23. Dezember 2016 – 5. Januar 2017 2 Wochen (insgesamt 6) \| 6 \| Helene Fischer & the Royal Philharmonic Orchestra \| Weihnachten \| – \| \| 6. Januar 2017 – 12. Januar 2017 1 Woche (insgesamt 2) \| 2 \| The Rolling Stones \| Blue & Lonesome \| – \| \| 13. Januar 2017 – 19. Januar 2017 1 Woche \| 1 \| Klubbb3 \| Jetzt geht’s richtig los! \| – \| \| 20. Januar 2017 – 26. Januar 2017 1 Woche \| 1 \| The xx \| I See You \| – \| \| 27. Januar 2017 – 2. Februar 2017 1 Woche \| 1 \| Antilopen Gang \| Anarchie und Alltag \| – \| \| 3. Februar 2017 – 9. Februar 2017 1 Woche \| 1 \| Kreator \| Gods of Violence \| Nach 35 Jahren Bandgeschichte erreichte die Essener Thrash-Metal-Band Kreator mit ihrem 14. Studioalbum erstmals die Spitze der deutschen Albumcharts. \| \| 10. Februar 2017 – 16. Februar 2017 1 Woche \| 1 \| Broilers \| (sic!) \| – \| \| 17. Februar 2017 – 23. Februar 2017 1 Woche \| 1 \| Majoe \| Auge des Tigers \| Mit seinem dritten Soloalbum Auge des Tigers schafft es der Duisburger Majoe zum dritten Mal auf den ersten Platz in den deutschen Albumcharts. \| \| 24. Februar 2017 – 2. März 2017 1 Woche \| 1 \| Philipp Poisel \| Mein Amerika \| – \| \| 3. März 2017 – 9. März 2017 1 Woche \| 1 \| Mike Singer \| Karma \| – \| \| 10. März 2017 – 23. März 2017 2 Wochen (insgesamt 7) \| 7 \| Ed Sheeran \| ÷ \| – \| \| 24. März 2017 – 30. März 2017 1 Woche \| 1 \| Depeche Mode \| Spirit \| – \| \| 31. März 2017 – 6. April 2017 1 Woche (insgesamt 2) \| 2 \| The Kelly Family \| We Got Love \| Mit We Got Love schaffte es die Kelly Family nach 20 Jahren wieder auf Platz eins der deutschen Albumcharts. \| \| 7. April 2017 – 13. April 2017 1 Woche \| 1 \| Joel Brandenstein \| Emotionen \| – \| \| 14. April 2017 – 20. April 2017 1 Woche \| 1 \| Deep Purple \| Infinite \| – \| \| 21. April 2017 – 27. April 2017 1 Woche (insgesamt 7) \| 7 \| Ed Sheeran \| ÷ \| – \| \| 28. April 2017 – 4. Mai 2017 1 Woche \| 1 \| Adel Tawil \| So schön anders \| Nach zwei Nummer-eins-Alben mit Ich + Ich erreichte Tawil erstmals als Solo-Künstler die Spitze der Albumcharts. \| \| 5. Mai 2017 – 11. Mai 2017 1 Woche \| 1 \| Kontra K \| Gute Nacht \| – \| \| 12. Mai 2017 – 18. Mai 2017 1 Woche \| 1 \| Die Toten Hosen \| Laune der Natur \| – \| \| 19. Mai 2017 – 25. Mai 2017 1 Woche (insgesamt 4) \| 4 \| Helene Fischer \| Helene Fischer \| Das Album konnte in der ersten Verkaufswoche mehr Einheiten absetzen als jedes andere in den letzten 15 Jahren. Letzter Künstler, der in sieben Tagen mehr Einheiten eines Albums verkaufte, war Herbert Grönemeyer mit Mensch (2002).[4] \| \| 26. Mai 2017 – 1. Juni 2017 1 Woche \| 1 \| Rammstein \| Rammstein: Paris \| – \| \| 2. Juni 2017 – 8. Juni 2017 1 Woche (insgesamt 4) \| 4 \| Helene Fischer \| Helene Fischer \| – \| \| 9. Juni 2017 – 15. Juni 2017 1 Woche \| 1 \| Kraftklub \| Keine Nacht für Niemand \| – \| \| 16. Juni 2017 – 22. Juni 2017 1 Woche \| 1 \| Bushido \| Black Friday \| – \| \| 23. Juni 2017 – 29. Juni 2017 1 Woche \| 1 \| KC Rebell & Summer Cem \| Maximum \| – \| \| 30. Juni 2017 – 6. Juli 2017 1 Woche (insgesamt 2) \| 2 \| Verschiedene Interpreten \| Sing meinen Song – Das Tauschkonzert, Vol. 4 \| – \| \| 7. Juli 2017 – 13. Juli 2017 1 Woche \| 1 \| Fler & Jalil \| Epic \| – \| \| 14. Juli 2017 – 20. Juli 2017 1 Woche (insgesamt 2) \| 2 \| Verschiedene Interpreten \| Sing meinen Song – Das Tauschkonzert, Vol. 4 \| – \| \| 21. Juli 2017 – 3. August 2017 2 Wochen \| 2 \| 187 Strassenbande \| Sampler 4 \| – \| \| 4. August 2017 – 17. August 2017 2 Wochen \| 2 \| Die Amigos \| Zauberland \| – \| \| 18. August 2017 – 24. August 2017 1 Woche \| 1 \| Vanessa Mai \| Regenbogen \| – \| \| 25. August 2017 – 31. August 2017 1 Woche \| 1 \| Eisbrecher \| Sturmfahrt \| – \| \| 1. September 2017 – 7. September 2017 1 Woche \| 1 \| RAF Camora \| Anthrazit \| – \| \| 8. September 2017 – 14. September 2017 1 Woche \| 1 \| Casper \| Lang lebe der Tod \| – \| \| 15. September 2017 – 21. September 2017 1 Woche \| 1 \| Cro \| tru. \| – \| \| 22. September 2017 – 5. Oktober 2017 2 Wochen \| 2 \| Andrea Berg \| 25 Jahre Abenteuer Leben \| – \| \| 6. Oktober 2017 – 12. Oktober 2017 1 Woche \| 1 \| Kool Savas & Sido \| Royal Bunker \| – \| \| 13. Oktober 2017 – 19. Oktober 2017 1 Woche \| 1 \| Sunrise Avenue \| Heartbreak Century \| – \| \| 20. Oktober 2017 – 26. Oktober 2017 1 Woche (insgesamt 2) \| 2 \| Santiano \| Im Auge des Sturms \| – \| \| 27. Oktober 2017 – 2. November 2017 1 Woche \| 1 \| Trailerpark \| TP4L \| – \| \| 3. November 2017 – 9. November 2017 1 Woche (insgesamt 2) \| 2 \| Santiano \| Im Auge des Sturms \| – \| \| 10. November 2017 – 30. November 2017 3 Wochen \| 3 \| Peter Maffay \| MTV Unplugged \| – \| \| 1. Dezember 2017 – 7. Dezember 2017 1 Woche \| 1 \| Verschiedene Interpreten \| Sing meinen Song – Das Weihnachtskonzert, Vol. 4 \| – \| \| 8. Dezember 2017 – 14. Dezember 2017 1 Woche \| 1 \| Kollegah & Farid Bang \| Jung Brutal Gutaussehend 3 \| – \| \| 15. Dezember 2017 – 21. Dezember 2017 1 Woche \| 1 \| Böhse Onkelz \| Memento – Gegen die Zeit + Live in Berlin \| Mit dem Live-Album erreichte die Band zum insgesamt zehnten Mal die Spitze der deutschen Albumcharts. \| \| 22. Dezember 2017 – 18. Januar 2018 4 Wochen (insgesamt 7) \| 7 \| Ed Sheeran \| ÷ \| – \| |                                            |                                                   |                                                  | |
| ← 2016 |                                            |                                                   |                                                  | → 2018 → |
| Zeitraum | Wo. ges.                                   | Interpret                                         | Titel                                            | Zusätzliche Informationen |
| (Zeitraum, Wochen auf Platz eins, Interpret, Titel, zusätzliche Informationen) |                                            |                                                   |                                                  | |
| 23. Dezember 2016 – 5. Januar 2017 2 Wochen (insgesamt 6) | 6                                          | Helene Fischer & the Royal Philharmonic Orchestra | Weihnachten                                      | – |
| 6. Januar 2017 – 12. Januar 2017 1 Woche (insgesamt 2) | 2                                          | The Rolling Stones                                | Blue & Lonesome                                  | – |
| 13. Januar 2017 – 19. Januar 2017 1 Woche | 1                                          | Klubbb3                                           | Jetzt geht’s richtig los!                        | – |
| 20. Januar 2017 – 26. Januar 2017 1 Woche | 1                                          | The xx                                            | I See You                                        | – |
| 27. Januar 2017 – 2. Februar 2017 1 Woche | 1                                          | Antilopen Gang                                    | Anarchie und Alltag                              | – |
| 3. Februar 2017 – 9. Februar 2017 1 Woche | 1                                          | Kreator                                           | Gods of Violence                                 | Nach 35 Jahren Bandgeschichte erreichte die Essener Thrash-Metal-Band Kreator mit ihrem 14. Studioalbum erstmals die Spitze der deutschen Albumcharts.                                                                                 |
| 10. Februar 2017 – 16. Februar 2017 1 Woche | 1                                          | Broilers                                          | (sic!)                                           | – |
| 17. Februar 2017 – 23. Februar 2017 1 Woche | 1                                          | Majoe                                             | Auge des Tigers                                  | Mit seinem dritten Soloalbum Auge des Tigers schafft es der Duisburger Majoe zum dritten Mal auf den ersten Platz in den deutschen Albumcharts.                                                                                        |
| 24. Februar 2017 – 2. März 2017 1 Woche | 1                                          | Philipp Poisel                                    | Mein Amerika                                     | – |
| 3. März 2017 – 9. März 2017 1 Woche | 1                                          | Mike Singer                                       | Karma                                            | – |
| 10. März 2017 – 23. März 2017 2 Wochen (insgesamt 7) | 7                                          | Ed Sheeran                                        | ÷                                                | – |
| 24. März 2017 – 30. März 2017 1 Woche | 1                                          | Depeche Mode                                      | Spirit                                           | – |
| 31. März 2017 – 6. April 2017 1 Woche (insgesamt 2) | 2                                          | The Kelly Family                                  | We Got Love                                      | Mit We Got Love schaffte es die Kelly Family nach 20 Jahren wieder auf Platz eins der deutschen Albumcharts. |
| 7. April 2017 – 13. April 2017 1 Woche | 1                                          | Joel Brandenstein                                 | Emotionen                                        | – |
| 14. April 2017 – 20. April 2017 1 Woche | 1                                          | Deep Purple                                       | Infinite                                         | – |
| 21. April 2017 – 27. April 2017 1 Woche (insgesamt 7) | 7                                          | Ed Sheeran                                        | ÷                                                | – |
| 28. April 2017 – 4. Mai 2017 1 Woche | 1                                          | Adel Tawil                                        | So schön anders                                  | Nach zwei Nummer-eins-Alben mit Ich + Ich erreichte Tawil erstmals als Solo-Künstler die Spitze der Albumcharts. |
| 5. Mai 2017 – 11. Mai 2017 1 Woche | 1                                          | Kontra K                                          | Gute Nacht                                       | – |
| 12. Mai 2017 – 18. Mai 2017 1 Woche | 1                                          | Die Toten Hosen                                   | Laune der Natur                                  | – |
| 19. Mai 2017 – 25. Mai 2017 1 Woche (insgesamt 4) | 4                                          | Helene Fischer                                    | Helene Fischer                                   | Das Album konnte in der ersten Verkaufswoche mehr Einheiten absetzen als jedes andere in den letzten 15 Jahren. Letzter Künstler, der in sieben Tagen mehr Einheiten eines Albums verkaufte, war Herbert Grönemeyer mit Mensch (2002). |
| 26. Mai 2017 – 1. Juni 2017 1 Woche | 1                                          | Rammstein                                         | Rammstein: Paris                                 | – |
| 2. Juni 2017 – 8. Juni 2017 1 Woche (insgesamt 4) | 4                                          | Helene Fischer                                    | Helene Fischer                                   | – |
| 9. Juni 2017 – 15. Juni 2017 1 Woche | 1                                          | Kraftklub                                         | Keine Nacht für Niemand                          | – |
| 16. Juni 2017 – 22. Juni 2017 1 Woche | 1                                          | Bushido                                           | Black Friday                                     | – |
| 23. Juni 2017 – 29. Juni 2017 1 Woche | 1                                          | KC Rebell & Summer Cem                            | Maximum                                          | – |
| 30. Juni 2017 – 6. Juli 2017 1 Woche (insgesamt 2) | 2                                          | Verschiedene Interpreten                          | Sing meinen Song – Das Tauschkonzert, Vol. 4     | – |
| 7. Juli 2017 – 13. Juli 2017 1 Woche | 1                                          | Fler & Jalil                                      | Epic                                             | – |
| 14. Juli 2017 – 20. Juli 2017 1 Woche (insgesamt 2) | 2                                          | Verschiedene Interpreten                          | Sing meinen Song – Das Tauschkonzert, Vol. 4     | – |
| 21. Juli 2017 – 3. August 2017 2 Wochen | 2                                          | 187 Strassenbande                                 | Sampler 4                                        | – |
| 4. August 2017 – 17. August 2017 2 Wochen | 2                                          | Die Amigos                                        | Zauberland                                       | – |
| 18. August 2017 – 24. August 2017 1 Woche | 1                                          | Vanessa Mai                                       | Regenbogen                                       | – |
| 25. August 2017 – 31. August 2017 1 Woche | 1                                          | Eisbrecher                                        | Sturmfahrt                                       | – |
| 1. September 2017 – 7. September 2017 1 Woche | 1                                          | RAF Camora                                        | Anthrazit                                        | – |
| 8. September 2017 – 14. September 2017 1 Woche | 1                                          | Casper                                            | Lang lebe der Tod                                | – |
| 15. September 2017 – 21. September 2017 1 Woche | 1                                          | Cro                                               | tru.                                             | – |
| 22. September 2017 – 5. Oktober 2017 2 Wochen | 2                                          | Andrea Berg                                       | 25 Jahre Abenteuer Leben                         | – |
| 6. Oktober 2017 – 12. Oktober 2017 1 Woche | 1                                          | Kool Savas & Sido                                 | Royal Bunker                                     | – |
| 13. Oktober 2017 – 19. Oktober 2017 1 Woche | 1                                          | Sunrise Avenue                                    | Heartbreak Century                               | – |
| 20. Oktober 2017 – 26. Oktober 2017 1 Woche (insgesamt 2) | 2                                          | Santiano                                          | Im Auge des Sturms                               | – |
| 27. Oktober 2017 – 2. November 2017 1 Woche | 1                                          | Trailerpark                                       | TP4L                                             | – |
| 3. November 2017 – 9. November 2017 1 Woche (insgesamt 2) | 2                                          | Santiano                                          | Im Auge des Sturms                               | – |
| 10. November 2017 – 30. November 2017 3 Wochen | 3                                          | Peter Maffay                                      | MTV Unplugged                                    | – |
| 1. Dezember 2017 – 7. Dezember 2017 1 Woche | 1                                          | Verschiedene Interpreten                          | Sing meinen Song – Das Weihnachtskonzert, Vol. 4 | – |
| 8. Dezember 2017 – 14. Dezember 2017 1 Woche | 1                                          | Kollegah & Farid Bang                             | Jung Brutal Gutaussehend 3                       | – |
| 15. Dezember 2017 – 21. Dezember 2017 1 Woche | 1                                          | Böhse Onkelz                                      | Memento – Gegen die Zeit + Live in Berlin        | Mit dem Live-Album erreichte die Band zum insgesamt zehnten Mal die Spitze der deutschen Albumcharts. |
| 22. Dezember 2017 – 18. Januar 2018 4 Wochen (insgesamt 7) | 7                                          | Ed Sheeran                                        | ÷                                                | – |

## Jahreshitparaden
| ← 2016 ← | Liste der Jahres-Nummer-eins-Hits in Deutschland | Liste der Jahres-Nummer-eins-Hits in Deutschland                      | Liste der Jahres-Nummer-eins-Hits in Deutschland | 2018 →   |
| \| Singles \| Position# \| Alben \| \| -------------------------------------------------------------------------------------------------------------------------------- \| --------- \| --------------------------------------------------------------------- \| \| Shape of You Ed Sheeran , Steve Mac, Johnny McDaid, Kandi Burruss, Tameka Cottle, Kevin Briggs \| 1 \| Helene Fischer \| \| Despacito Luis Fonsi feat. Daddy Yankee Luis Rodríguez, Erika Ender, Ramón Ayala \| 2 \| ÷ Ed Sheeran \| \| Something Just Like This The Chainsmokers & Coldplay Andrew Taggert, Guy Berryman, Jonny Buckland, Will Champion, Chris Martin \| 3 \| Laune der Natur Die Toten Hosen \| \| Thunder Imagine Dragons Dan Reynolds, Wayne Sermon, Ben McKee, Daniel Platzman, Alexander Grant, Jayson DeZuzio \| 4 \| Jung, brutal, gutaussehend 3 Kollegah & Farid Bang \| \| Tuesday Burak Yeter feat. Danelle Sandoval Burak Yeter \| 5 \| We Got Love The Kelly Family \| \| More Than You Know Axwell Λ Ingrosso Sebastian Ingrosso, Salem Al Fakir, Axel Hedfors, Vincent Pontare, Richard Zastenker \| 6 \| Sing meinen Song – Das Tauschkonzert, Vol. 4 Verschiedene Interpreten \| \| OK Robin Schulz feat. James Blunt Robin Schulz, James Blunt, Steve Mac, MoZella \| 7 \| MTV Unplugged Peter Maffay \| \| Was du Liebe nennst Bausa Julian Otto, Jugglerz, The Cratez \| 8 \| Im Auge des Sturms Santiano \| \| Unforgettable French Montana feat. Swae Lee Karim Kharbouch, Khalif Brown, Christopher Washington, Jake Aujla, McCulloch Sutphin \| 9 \| Rammstein: Paris Rammstein \| \| Galway Girl Ed Sheeran , Amy Wadge, Damian McKee, Eamon Murray, Johnny McDaid, Liam Bradley, Niamh Dunne, Sean Graham, Foy Vance \| 10 \| Spirit Depeche Mode \| |                                                  |                                                                       |                                                  |          |
| ← 2016 |                                                  |                                                                       |                                                  | → 2018 → |
| Singles | Position#                                        | Alben                                                                 |                                                  |          |
| Shape of You Ed Sheeran , Steve Mac, Johnny McDaid, Kandi Burruss, Tameka Cottle, Kevin Briggs | 1                                                | Helene Fischer                                                        |                                                  |          |
| Despacito Luis Fonsi feat. Daddy Yankee Luis Rodríguez, Erika Ender, Ramón Ayala | 2                                                | ÷ Ed Sheeran                                                          |                                                  |          |
| Something Just Like This The Chainsmokers & Coldplay Andrew Taggert, Guy Berryman, Jonny Buckland, Will Champion, Chris Martin | 3                                                | Laune der Natur Die Toten Hosen                                       |                                                  |          |
| Thunder Imagine Dragons Dan Reynolds, Wayne Sermon, Ben McKee, Daniel Platzman, Alexander Grant, Jayson DeZuzio | 4                                                | Jung, brutal, gutaussehend 3 Kollegah & Farid Bang                    |                                                  |          |
| Tuesday Burak Yeter feat. Danelle Sandoval Burak Yeter | 5                                                | We Got Love The Kelly Family                                          |                                                  |          |
| More Than You Know Axwell Λ Ingrosso Sebastian Ingrosso, Salem Al Fakir, Axel Hedfors, Vincent Pontare, Richard Zastenker | 6                                                | Sing meinen Song – Das Tauschkonzert, Vol. 4 Verschiedene Interpreten |                                                  |          |
| OK Robin Schulz feat. James Blunt Robin Schulz, James Blunt, Steve Mac, MoZella | 7                                                | MTV Unplugged Peter Maffay                                            |                                                  |          |
| Was du Liebe nennst Bausa Julian Otto, Jugglerz, The Cratez | 8                                                | Im Auge des Sturms Santiano                                           |                                                  |          |
| Unforgettable French Montana feat. Swae Lee Karim Kharbouch, Khalif Brown, Christopher Washington, Jake Aujla, McCulloch Sutphin | 9                                                | Rammstein: Paris Rammstein                                            |                                                  |          |
| Galway Girl Ed Sheeran , Amy Wadge, Damian McKee, Eamon Murray, Johnny McDaid, Liam Bradley, Niamh Dunne, Sean Graham, Foy Vance | 10                                               | Spirit Depeche Mode                                                   |                                                  |          |